# Удовиченко, Николай Иванович
Никола́й Ива́нович Удовы́дченко (Удови́ченко) (укр. Мико́ла Iва́нович Удови́дченко (Удови́ченко)) (1884—1937) — русский офицер Корпуса военных топографов, затем — генерал-хорунжий армии Украинской народной республики. Старший брат генерал-полковника армии УНР Александра Удовиченко (Удовы́дченко).

## Биография
По происхождению — из крестьян Орловской губернии. Православного вероисповедания.
Родился в Харькове в семье русского офицера происхождением из крестьян Ливенского уезда Орловской губернии, дослужившегося до чина подполковника и звания личного дворянства.
До 1917 года (включительно) имел фамилию «Удовы́дченко».
Воспитывался в Санкт-Петербурге в детском приюте принца Ольденбургского, где получил среднее образование в объёме реального училища.

### Служба в русской армии
В службу вступил 01.10.1903 в Санкт-Петербурге юнкером Военно-топографического училища, полный курс которого окончил по 1-му разряду и в сентябре 1905 года был произведен, по экзамену, из портупей-юнкеров в подпоручики Корпуса военных топографов, со старшинством с 09.08.1904. Был прикомандирован к Лейб-гвардии Павловскому полку.
С апреля 1906 года — производитель топографических работ в Управлении съемки С.-Петербургской губернии и Финляндии (Санкт-Петербург), с 1907 — в Управлении съемки северо-западного пограничного пространства (Рига); с декабря 1908 года — поручик. В 1909 году — прикомандирован к 145-му пехотному Новочеркасскому полку.
С 09.09.1910 — производитель топографических работ в Управлении Киевской съемки (Киев).
В 1911—1912 годах обучался в Александровской военно-юридической академии. Штабс-капитан.
В 1914 году был прикомандирован (как и его младший брат Александр) к 129-му пехотному Бессарабскому полку, расквартированному в Киеве.
На январь 1914 года — был женат, имел дочь 1912 года рождения.
Участник Первой мировой войны. С началом войны — на должности военного времени в составе 129-го пехотного Бессарабского полка 33-й пехотной дивизии. В 1914—1915 годах принимал участие в военных действиях полка. За отличия в боях приказом по 3-й Армии был награждён орденом Святой Анны 4 степени с надписью «За храбрость» (Аннинским оружием).
26 марта 1915 года оба брата-топографа, служившие в 129-м пехотном Бессарабском полку, — Николай и Александр Удовыдченко, были назначены обер-офицерами корпуса военных топографов Управления генерал-квартирмейстера штаба Главнокомандующего армиями Юго-Западного фронта. С декабря 1915 года Николай Удовыдченко — капитан.
С осени 1916 Николай Удовыдченко — исправляющий должность помощника начальника отделения Управления генерал-квартирмейстера штаба Главнокомандующего армиями Юго-Западного фронта.
В 1917 году принимал активное участие в украинизации воинских частей и соединений Юго-Западного фронта. В июне 1917 — делегат 2-го Всеукраинского войскового съезда, член украинского Генерального войскового комитета. Осенью 1917 — уполномоченный украинской Центральной Рады в штабе Юго-Западного фронта.

### Служба в украинской армии
С 10.12.1917 — начальник мобилизационного отдела Генерального штаба УНР (в Киеве), подполковник армии УНР. В январе 1918 — командир «охочекомонного» куреня работников Военного министерства УНР. 
С 09.02.1918 — начальник разведывательного отдела Гайдамацкого коша Слободской Украины.
С 3 марта 1918 — начальник главного управления персонального состава Генерального штаба УНР (затем — Генерального штаба вооружённых сил Украинской державы); с июля 1918 — войсковой старшина украинской гетманской армии.
С декабря 1918 — в распоряжении главнокомандующего Правобережным фронтом войск Директории УНР; полковник армии восстановленной УНР. 28 февраля 1919 "вышел в отставку".
Участник Советско-польской войны на стороне поляков в составе восстановленной армии УНР.
19 марта 1920 вернулся на военную службу в армию УНР (2-го формирования): помощник командира 4-й стрелковой бригады армии УНР, начальник персонального управления Главной мобилизационно-персональной управы Военного министерства УНР.
В конце 1920 года — интернирован в Польше. Генерал-хорунжий украинской армии.
В 1924 году — эмигрировал во Францию.
Автор воспоминаний «В начале украинского национального движения в русской армии, 1917—1918 гг.» (в рукописи на русском языке).
Умер 20 июля 1937 года в коммуне Омекур (Франция).

## Награды
- Орден Святого Станислава III степени (ВП от 06.12.1911)
- Юбилейная медаль «В память 300-летия царствования Дома Романовых» (1913)
- Орден Святой Анны III степени (ВП от 06.12.1913)
- Орден Святой Анны IV степени с надписью «За храбрость» (утв. ВП от 10.05.1916)
- Орден Святого Станислава II степени (ВП от 03.03.1916)
- Орден Святой Анны II степени (ВП от 09.10.1916)
- Орден Святого Владимира IV степени (ПАФ от 23.03.1917)